# الدرة (الرقة)
الدرة قرية سورية تتبع ناحية مركز ربيعة في منطقة مركز اللاذقية في محافظة اللاذقية. بلغ عدد سكانها 339 نسمة في عام 2004 حسب إحصاء المكتب المركزي للإحصاء.